# SJ T46 sorozat
Az SJ T46 sorozat egy svéd Co'Co' tengelyelrendezésű dízel-villamos erőátvitelű dízelmozdony-sorozat. A NOHAB gyártotta 1973 és 1974 között. Összesen 4 db készült a sorozatból az MTAB számára. Kirunában végeznek vele tolatási munkákat. A sorozat az SJ T44 erősebb, hat tengelyes változata. Jelenleg ezek a mozdonyok Svédország legerősebb dízelmozdonyai.